# Анженко, Татьяна Александровна
Анженко, Татьяна Александровна (13 июня 1975, Минск, Белорусская ССР, СССР) – белорусская спортсменка, выступавшая в сольных композициях кикбоксинга. Шестикратная чемпионка СССР и Европы, призёр Чемпионатов мира 1991, 1993 гг, Чемпионка мира 1995 года. Первая спортсменка в СССР, завоевавшая медали на чемпионате мира по кикбоксингу. Мастер спорта международного класса. Единственная в СССР спортсменка, приглашенная на Международное «Budo Gala» в Германии – выступление звезд боевых искусств. Закончила Республиканское училище олимпийского резерва. Тренировалась в СК «Кик Файтер» у Евгения Добротворского с 1988 г. Завершила карьеру в 1995 году. Замужем, имеет двоих детей.

## Биография

### Спортивная карьера
Татьяна Анженко, безусловно, вошла в историю Советских боевых искусств, став первой, единственной и последней чемпионкой СССР во всех разделах сольных композиций кикбоксинга. Путь в спорте начинала с художественной гимнастики. О кикбоксинге узнала в 1988 году, когда стала первой ученицей тренера Евгения Добротворского. Два года совмещала занятия кикбоксингом и художественной гимнастикой и только в 1990 году, выполнив норматив мастера спорта и по кикбоксингу и по художественной гимнастике, полностью перешла на кикбоксинг. В 1990 году на первом чемпионате СССР по Кикбоксингу Татьяна завоевала сразу 3 золотые медали и стала супер звездой Всесоюзного масштаба. На первом для Советской Сборной чемпионате мира, который проходил в Лондоне она завоевала две бронзовые медали. В 1991 году на втором чемпионате СССР по кикбоксингу в г. Новокузнецке Татьяна Анженко снова была недосягаема для соперниц, завоевав 3 золотых медали в 3х разделах сольных композиций.
После распада СССР в 1992 году Татьяна Анженко выступала за сборную СНГ на чемпионате Европы в Варне (Болгария) и вновь не дала соперницам никаких шансов, завоевав 3 золотые медали в 3х видах программы.
В 1993 году Татьяна Анженко принимала участие в чемпионате мира в Атлантик Сити (США) от сборной Беларуси. Впервые столкнулась с предвзятым судейством, так как её главная соперница американка Кристин Баннон, только что стала женой промоутера чемпионата Дона Родригеса. Два из пяти судей по балам отдали Татьяне первое место, её подруге по клубу Наталье Бордиян второе, а Кристин Баннон (Родригес) третье. Но 3 других судьи представлявших США, Канаду и Мексику отдали первое место Кристин, второе Бордиян, а Татьяну Анженко оценили на пятое место для надежности. И в результате чемпионкой во всех трёх видах стала американка, серебро в двух видах завоевала одноклубница Татьяны Наталья Бордиян и в третьем Ники Бэрвик из Великобритании, а Анженко достались три бронзовые медали. После этого чемпионата Татьяна два месяца вообще не приходила в спортзал и, чуть было, не бросила спорт.
Найдя в себе силы вернуться, завоевала две золотые медали на Чемпионате Европы 1994 года в Хельсинки. Затем завоевала золото на престижнейшем «Кубке Золотого Дракона» в Италии, после чего получила приглашение на уникальное мировое шоу боевых искусств «Budo Gala» в Германии, где блестяще выступила вместе с такими звёздами как Жан Клод Ван Дамм, мастер Еномото Тамио, Чаком Норрисом и другими. В этом же году на US Open снова встретилась с Кристин Баннон Родригес и снова завоевала только две серебряные награды.
В 1995 году на чемпионате мира в Германии завоевала долгожданное золото в жёстком стиле и после этого завершила свою карьеру.

### Спортивные достижения
Кикбоксинг, сольные композиции:
- 1990 Чемпионат СССР (Винница, Украина)  жесткий стиль
- 1990 Чемпионат СССР (Винница, Украина)  мягкий стиль (школа змеи)
- 1990 Чемпионат СССР (Винница, Украина)  стиль с оружием (длинные ножи)
- 1990 Чемпионат мира WAKO (Лондон, Англия)  стиль с оружием (длинные ножи)
- 1990 Чемпионат мира WAKO (Лондон, Англия)  мягкий стиль (школа змеи)
- 1991 Чемпионат СССР (Новокузнецк, Россия)  жесткий стиль
- 1991 Чемпионат СССР (Новокузнецк, Россия)  мягкий стиль (школа змеи)
- 1991 Чемпионат СССР (Новокузнецк, Россия)  стиль с оружием (длинные ножи)
- 1992 Чемпионат Европы WAKO (Варна, Болгария)  жесткий стиль
- 1992 Чемпионат Европы WAKO (Варна, Болгария)  мягкий стиль (школа змеи)
- 1992 Чемпионат Европы WAKO (Варна, Болгария)  стиль с оружием (длинные ножи)
- 1993 Чемпионат мира WAKO (Атлантик Сити, США)  стиль с оружием (длинные ножи)
- 1993 Чемпионат мира WAKO (Атлантик Сити, США)  мягкий стиль (школа змеи)
- 1993 Чемпионат мира WAKO (Атлантик Сити, США)  жесткий стиль
- 1994 Чемпионат Европы WAKO (Хельсинки, Финляндия)  жесткий стиль
- 1994 Чемпионат Европы WAKO (Хельсинки, Финляндия)  мягкий стиль (школа богомола)
- 1994 Турнир US Open (США)  жесткий стиль
- 1994 Турнир US Open (США)  жесткий стиль с оружием
- 1994 Чемпионат СНГ (Мариуполь, Украина)  жесткий стиль
- 1994 Чемпионат СНГ (Мариуполь, Украина)  мягкий стиль (школа богомола)
- 1994 Кубок Золотого Дракона (Римини, Италия)  жесткий стиль
- 1994 Кубок Золотого Дракона (Римини, Италия)  Grand Champion
- 1995 Чемпионат СНГ (Минск, Беларусь)  жесткий стиль
- 1995 Чемпионат СНГ (Минск, Беларусь)  мягкий стиль (школа богомола)
- 1995 Чемпионат мира WKA (Карлсруэ, Германия)  жесткий стиль
- 1995 Чемпионат мира WKA (Карлсруэ, Германия)  мягкий стиль